# 南部發電廠高雄分廠
南部發電廠高雄分廠為一座位於臺灣高雄市三民區的火力發電廠，舊稱高雄發電廠，該發電廠在日治時期時又稱為高雄第二火力發電所或是三塊厝火力發電所，廠區坐落在建國三路與同盟三路的交叉口旁，原址目前已改為台灣電力公司三民一次配電變電所以及電力修護處南部分處的辦公中心。

## 沿革

### 日治時期
1920年代，當時高雄地區的發電系統仰賴高雄預備火力發電所，以及位於荖濃溪流域上的竹仔門發電所（今高屏發電廠竹門機組）與土壟灣發電所（今高屏發電廠六龜機組）進行供電。雖平時供電狀況無虞甚至過剩，然而當荖濃溪遭遇枯水期時，兩座水力發電廠無法正常發電，僅能依靠高雄預備火力發電所進行發電，加上當時南部地區的電力系統負荷增加，因此臺灣電力株式會社開始有興建高雄第二火力發電所的計畫。
1922年3月，高雄第二火力發電所興建計畫正式提出，預計將在發電廠內裝設一部裝置容量達2,000KW的燃煤發電機組，預估興建費用為日圓50萬元。同月27日，台灣電力株式會社向臺灣總督府交通局遞信部提交興建案申請，11月29日獲得同意。
然而，因高雄第二火力發電所其實早在遞信部回函認可書之前，便已先行動工，導致後來發電廠工程停工，直到同年12月7日才又重新動工。
1923年4月3日，發電廠舉行點火式。同年4月28日，正式完工，開始試營運。同年5月20日，因發電廠試營運期間機組運轉狀況良好，因此獲得營運許可後正式啟用發電，總興建費用共耗資日圓45萬元。
然而，高雄第二火力發電所完工商轉後，南部地區的用電負荷仍持續增加，因此臺灣電力株式會社開始擬定高雄第二火力發電所的增建計畫，擴充內容包括再新增一部裝置容量2,000KW的火力發電機組。擴建工程於1927年4月26日動工，同年12月12日完工，開始進行試運轉。1928年1月13日，試運轉結果良好後，獲得營運許可，擴充機組開始投入發電，總擴建費用為32.5萬元。
1923年12月1日，日月潭水力電氣工事暫停施作，為了彌補電力供給空缺，因此臺灣電力株式會社決定將高雄第二火力發電所進行大規模擴建工程，1930年2月15日，增建計畫提出，計畫內容包括將新增一部裝置容量達10,000KW的火力發電機組，總興建費用預估將耗資116萬元，增建工程在同年5月30日動工，1931年1月31日完工，總實際興建費用為98.2萬元。
1933年，台灣電力株式會社在高雄第二火力發電所旁增設一座變電所。
太平洋戰爭爆發後，日本方面因戰爭後期情勢日漸不利，物資缺乏，導致臺灣各地的發電所在受到災害損壞或機械老化導致運轉效率降低後，無力修復與更新，高雄第二火力發電所也因機械老化影響，在日治末期，總裝置容量13,000KW中，僅能發出8,000KW的電力。

### 戰後時期
1945年8月，第二次世界大戰結束。同年10月，國民政府接管臺灣，並成立臺灣電力監理委員會進行臺灣各地在日治時期所遺留之發電設備的修復與接收作業。後再成立台灣電力公司進行臺灣地區的發電與供變電業務。高雄第二火力發電所作為續存發電廠由台灣電力公司接手修復機組並繼續營運。並改名為「高雄發電廠」。
1955年，台灣電力公司為配合臺灣省政府早期的經濟建設開發電源計畫，因此開始建設南部發電廠，高雄發電廠被歸入到南部發電廠旗下，並在1966年改名為「南部發電廠高雄分廠」，但當時高雄地區的主力發電廠仍為高雄分廠。
直到1976年時，南部發電廠逐漸取代高雄分廠之發電功能，因此將南部發電廠高雄分廠正式停機除役，原廠區改建為三民一次配電變電所以及電力修護處南部分處。

## 設備

### 發電機組
| 名稱  | 發電機組類型 | 機組數量 | 發電燃料 | 裝置容量（kW） | 商轉年代      | 狀態   |
| ----- | ------------ | -------- | -------- | -------------- | ------------- | ------ |
| 1號機 | 燃煤發電機   | 1        | 煤炭     | 1,000KW        | 1923年5月20日 | 已拆除 |
| 2號機 | 燃煤發電機   | 1        | 煤炭     | 2,000KW        | 1928年1月13日 | 已拆除 |
| 2號機 | 燃煤發電機   | 1        | 煤炭     | 10,000KW       | 1931年1月31日 | 已拆除 |

## 資料來源
1. 1 2  鄭金龍. . 2014-07-30  [2016-04-04]. （原始内容存档于2021-01-31） （中文（臺灣））.
2. 1 2 3  . 高雄市政府文化局. 2003. ISBN 9570165197.
3. 1 2 3 4 5 6 7 8 9 10 11 12 13  林炳炎. . 臺北市: 自刊. 1997年: 75. ISBN 957-97197-7-2.
4. 1 2  . 中央研究院.   [2016-04-04]. （原始内容存档于2020-02-20） （中文（臺灣））.
5. 1 2 3  陳珈宏. . 國家發展委員會檔案管理局.   [2016-04-04]. （原始内容存档于2016-09-15） （中文（臺灣））.
6. 1 2 3  . 文化部. 2015-11-19  [2016-04-04]. （原始内容存档于2019-06-05） （中文（臺灣））.
7. ↑  . 台灣電力公司. 2016-03  [2016-04-04]. （原始内容存档于2017-12-16） （中文（臺灣））.
8. 1 2 3  . 中央研究院.   [2016-04-04]. （原始内容存档于2020-02-20） （中文（臺灣））.